# Sealed with a Kiss
«Sealed with a Kiss» (англ.: «Запечатано поцелуем») — песня, написанная композитором Гэри Гельдом и поэтом-песенником Питером Юделлом (США). В России песня стала широко известна в исполнении Джейсона Донована, записавшего её в 1989 году, однако впервые она была записана в 1960 году группой «The Four Voices» в виде сингла, который не нашёл существенной популярности.

## Песня и её кавер-версии
Брайан Хайланд, который часто записывал работы Юделла и Гельда, в 1962 году сам выпустил пластинку с этой песней. Слушатели оценили песню, и она попала в первую десятку Billboard Hot 100 в США и UK Singles Chart в Великобритании. Любопытно, что в Великобритании песня повторно оказалась в лидерах хит-парада после повторного издания сингла в 1975 году.
Гэри Льюис с группой «The Playboys» выпустил свою версию песни в 1968 году. Их исполнение занимало неплохие места в горячей сотне Billboard.
Следующее попадание в «горячую сотню» популярности Billboard обеспечил Бобби Винтон, который в 1972 году выпустил сингл со своей версией. Именно эта версия звучит в известном израильском фильме «Горячая жевательная резинка».
И, наконец, в 1989 году Джейсон Донован записал свою версию. Песня в его исполнении не только попала на две недели на первое место UK Singles Chart, но и прорвалась на танцевальные площадки, так как несла элементы романтической медленной танцевальной музыки.
К песне обращались и другие известные исполнители: Агнета Фельтскуг (экс-вокалистка ABBA), Шелли Фабаре, Джим Капальди, Кристин Лавен, Сэмюэл Сюй Гуаньцзе (Хёй Гуньгит), Габор Сабо, Бобби Ви, Dana Winner группы «The Glitter Band», «The Happenings», «The Lettermen», «Spanky and Our Gang», «The Toys», «The Shadows», «The Ventures», «Paper Lace».
В начале шестидесятых песня была переложена на французский язык под названием «Derniers Baisers» («Последние поцелуи») и исполнена Диком Риверсом. В 2006 году ещё один француз Лоран Вульзи сделал свою кавер-версию этой песни.
В 1972 году кавер-версию на чешском языке под названием «Oči barvy holubí» («Глаза голубого цвета») исполнил Карел Готт.
В 1973 году кавер-версию на английском языке под названием «Письмо любви» исполнил с записью на пластинке Муслим Магомаев.